# Baji Rao I

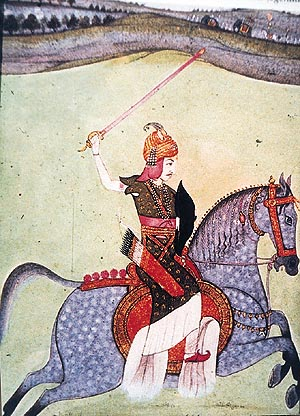
Baji Rao I te paard, 18e-eeuwse schildering, Mogolstijl.

Baji Rao I Ballal Bhat (Poona, 18 augustus 1700 - Khargone, 2 april 1740) was peshwa van het Maratha-rijk tussen 1720 en 1740. Hij was de opvolger van zijn vader Balaji Vishwanath en voerde een politiek van expansie richting het noorden. De Maratha's veroverden onder andere Malwa en Gujarat en wisten in 1737 Delhi te plunderen. Baji Rao's ideaal was het verzwakte Mogolrijk te vervangen door een hindoeïstische dynastie. Door zijn voornaamste rivaal in het Maratha-rijk, de erfelijke senapati (opperbevelhebber) te verslaan, wist hij de staatsmacht te concentreren in het peshwa-ambt.

## Levensloop
Baji Rao was de zoon van peshwa Balaji Vishwanath. De familie behoorde tot de brahmaanse Chitpavankaste uit de Konkan. Balaji Vishwanath was een kundig bestuurder en militair leider, die als rechterhand van Marathakeizer ("chhatrapati") Shahu de verschillende facties van edelen samen smeedde en het Maratharijk van een efficiënte rechtspraak en administratie voorzag. In naam lag de macht binnen het rijk dan wel bij de keizer, maar het was de peshwa die belangrijke beslissingen deed, ook omdat keizer Shahu weinig behoefte voelde zich met het bestuur bezig te houden. Toen zijn vader overleed benoemde Shahu Baji Rao tot zijn opvolger. Het ambt van peshwa was voordien niet erfelijk geweest, maar vanaf de benoeming van Baji Rao werd het dat wel. Volgens de overlevering zou de jonge Baji Rao de keizer met een vurig pleidooi om het rijk over heel India uit te breiden hebben overtuigd dat hij de juiste persoon was om zijn vader op te volgen.
Baji Rao was op jonge leeftijd gehuwd met Kashibai. Uit dit huwelijk werden meerdere kinderen geboren, waarvan twee zoons later het ambt van peshwa bekleedden.

### Militaire conflicten met de nizam van Haiderabad
Baji Rao zette de militaire politiek van zijn vader voort om daar waar tegenstanders zwak waren aan te vallen, en daar waar ze sterk stonden verdragen te sluiten. Hoewel het Maratharijk onder Baji Rao's vader de belangrijkste macht op het Indisch Schiereiland was geworden, werd die macht niet overal erkend. De belangrijkste rivaal was de nizam ul-mulk, de onderkoning die uit naam van de Mogolkeizer in Delhi de oostelijke Dekan regeerde. De nizam was een sluwe strateeg die op de Dekan een eigen machtsbasis had opgebouwd. Hij was machtig genoeg om de Maratha's het recht om chauth (belasting) te heffen op de oostelijke Dekan te ontzeggen. Aanvankelijk liepen pogingen tot een diplomatieke oplossing te komen op niets uit, maar in 1723 kwam het tot een vertrouwensbreuk tussen de nizam en de Mogolkeizer. Baji Rao maakte handig gebruik van de situatie om met de nizam tot een verdrag te komen. In ruil voor militaire steun willigde de nizam de eisen van de Maratha's in. Een gezamenlijk leger versloeg in 1724 de Mogolgouverneur van Haiderabad en de nizam vestigde zich in deze stad, die hij tot zijn hoofdstad maakte. De Mogolkeizer kon de nizam slechts als onderkoning van de Dekan bevestigen door hem geschenken en titels te verlenen.
In 1727 voelde de nizam zich sterk genoeg om de Maratha's aan te vallen. Hij nam bij verrassing Poona in om daar een pretendent, Sambhaji II, als chhatrapati te installeren. Shahu moest naar Purandar vluchten. Baji Rao zocht niet de directe confrontatie, maar plunderde in plaats daarvan domeinen onder bestuur van de nizam in Kandesh en Burhanpur. Hij wist de nizam met zijn leger daarmee uit de heuvels te lokken, om hem daarna te omsingelen. De situatie was hopeloos voor de nizam en het kwam tot onderhandelingen. Op 6 maart 1728 werd een overeenkomst getekend waarbij de nizam Shahu als keizer erkende en grote gebieden aan de Maratha's afstond.

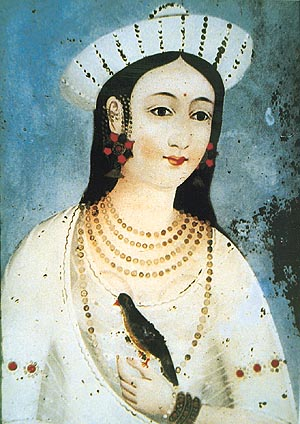
Mastani, de tweede vrouw van Baji Rao, werd geroemd om haar grote schoonheid. Vanwege haar islamitische afkomst werden zij en haar kinderen niet geaccepteerd aan het orthodox-hindoeïstische hof van Poona. Dit 18e-eeuwse portret is waarschijnlijk postuum.

### Campagnes in Malwa, Bundelkhand en Gujarat
Met de bedreiging uit Haiderabad was afgewend, leidde Baji Rao een grote strijdmacht naar het noorden, om in oktober 1728 de Mogolprovincie Malwa te bezetten. Malhar Rao Holkar, een van de generaals van de Maratha's, werd als radja van Malwa geïnstalleerd. Ten oosten van Malwa, in Bundelkhand, was de plaatselijke heerser Chhatrasal, een bondgenoot van de Maratha's, tegen de Mogols in opstand gekomen. Baji Rao kwam hem te hulp en Chhatrasal verleende hem de hand van zijn dochter Mastani. De familie van de peshwa, met name zijn moeder, broers en eerste vrouw, keerden zich tegen dit huwelijk omdat de moeder van de bruid een moslim was. Om dezelfde reden weigerden de priesters Baji Rao's zoon uit dit huwelijk, Shamsher Bahadur, als lid van de brahmanenkaste van zijn vader te erkennen.
In 1730 zond Baji Rao zijn jongere broer Chimnaji Appa naar Gujarat om de Mogolgouverneur van die provincie te dwingen de Maratha's als meerderen te erkennen. De Mogolprovincie Gujarat was op dat moment al enkele decennia het toneel van diverse min of meer zelfstandig opererende groepen Maratha's. Zowel de peshwa als de Mogolkeizer hadden in Gujarat hun eigen bestuurders benoemd, en zelfs de nizam had er een eigen gouverneur. Onderling waren afspraken gemaakt de belastingopbrengst te delen, maar Baji Rao maakte een einde aan deze chaotische situatie. Hij kwam daarbij in conflict met de Marathageneraal Trimbak Rao Dabhade, die door keizer Shahu tot "senapati" (opperste bevelhebber) was benoemd. Dabhade beriep zich erop dat de keizer hem toegezegd had hem met rust te laten, maar hij sneuvelde in de strijd tegen de troepen van de peshwa. Baji Rao benoemde Pilaji Rao Gaekwad, de stichter van de Gaekwaddynastie, tot nieuwe gouverneur van Gujarat.
Tussen 1729 en 1736 was de kust van de Konkan het toneel van een opstand van de siddi's, van oorsprong Afrikaans-islamitische handelaren. Het conflict begon met een ruzie om een door de Maratha's in beslag genomen olifant. De dood van de Marathi bevelhebber, de bekende zeerover Kanhoji Angre in 1729, zorgde voor verwarring, waardoor het tot 1736 duurde voor er een bestand getekend werd.

### Plundering van Delhi
Nu de voormalige Mogolprovincies Malwa en Gujarat in handen van de Maratha's waren gekomen probeerde peshwa Baji Rao met de Mogolkeizer tot een verdrag te komen waarin het recht op belastingheffing in deze gebieden naar de Maratha's ging. Begrijpelijkerwijs was de Mogolkeizer, Muhammad Shah, niet bereid mee te werken. Marathalegers onder Malhar Rao Holkar, Pilaji Jadhav en Ranoji Shinde vielen daarom in 1737 het ten noorden van Gujarat gelegen Rajputana binnen. De toegesnelde troepen van de Mogols werden verslagen.
Baji Rao nam in december 1736 zelf de leiding over een aanval op Delhi, de hoofdstad van de Mogols. Een tweede leger onder Malhar Rao Holkar rukte tegelijk op, maar werd verslagen door de nawab van Avadh, Saadat Khan. De nawab had niet in de gaten dat hij slechts een deel van de troepen van de Maratha's was tegengekomen en het bericht van de overwinning leidde aanvankelijk tot een feestelijke stemming in Delhi. Door een snelle opmars wist Baji Rao's ruiterij ondertussen ongemerkt om de Mogollegers heen te trekken, om de stad op 28 maart 1737 te plunderen. De Mogolkeizer verschanste zich in het Rode Fort terwijl de stad brandde. Holkar voegde zich later weer bij de hoofdmacht. Op 31 maart verlieten de Maratha's Delhi, overladen met buit.
In hetzelfde jaar viel de nizam van Haiderabad, in naam nog steeds een vazal van de Mogolkeizer, de Maratha's opnieuw aan. Op 7 januari 1738 wisten Baji Rao's troepen de nizam bij Bhopal te omsingelen, en opnieuw was de nizam gedwongen een voor de Mogols nadelig verdrag te tekenen. De Mogols erkenden hierbij het verlies van Malwa en al het gebied tussen de Narmada en de Chambal aan de Maratha's.
In 1738 en 1739 was Baji Rao's broer Chimnaji Appa belast met een strafexpeditie tegen de Portugezen in het kustgebied ten noorden van Bombay.

### Dood en nalatenschap
Baji Rao had het Maratharijk op het hoogtepunt van haar macht gebracht, maar kon niet lang van zijn overwinningen genieten. Hij stierf in 1740 op 40-jarige leeftijd, na een kort ziekbed, in zijn legertent. Keizer Shahu wees zijn oudste zoon, de 19-jarige Balaji Baji Rao, aan als nieuwe peshwa. Baji Rao's tweede zoon, Raghunath Rao, was tussen 1773 en 1774 ook kortstondig peshwa.
De overwinningen van Baji Rao breidden de macht van de Maratha's uit over het noorden van India, tot in het hartland van de Mogols. Het Mogolrijk kwam de vernederende plundering van Delhi nooit weer te boven. In 1739 nog werd Delhi opnieuw geplunderd, dit maal door de Afghaanse krijgsheer Nadir Shah. De hegemonie van de Maratha's zou in 1761 ten einde komen dankzij de verpletterende nederlaag in de Derde Slag bij Panipat tegen een coalitie van Afghanen en Mogols.